# Lyrocteis
Lyrocteis is een geslacht van ribkwallen uit de klasse van de Tentaculata.

## Soorten
- Lyrocteis flavopallidus Robilliard & Dayton, 1972
- Lyrocteis imperatoris Komai, 1941